# Lac Pyhäjärvi (Pyhäjärvi)
Pour les articles homonymes, voir Pyhäjärvi.
Le lac Pyhäjärvi (finnois : Pyhäjärvi) est un grand lac situé dans la ville de Pyhäjärvi en Finlande,.

## Présentation
Le lac a une superficie d'environ 121,8 kilomètres carrés et une altitude de 139 mètres.
Pyhäjärvi, qui signifie: lac sacré, est un nom de lac très commun en Finlande où l'on compte 39 lacs portant ce nom.